# USS New Ironsides
Броненосец «Нью Айронсайдс» (англ. New Ironsides — новый железнобокий) — большой батарейный броненосец с деревянным корпусом, построенный для флота США в начальный период Гражданской Войны в Америке. Единственный крупный не-башенный броненосец, когда-либо служивший в американском флоте. Принимал активное участие в операциях Гражданской Войны, действуя против Чарльстона в 1863 и форта Фишер в 1864—1865. Неоднократно подвергался воздействию неприятеля, но ни разу не получил тяжелых повреждений. Погиб в 1866 году, уже стоя в резерве, из-за вспыхнувшего на борту пожара.

## История
В 1861 году, обеспокоенные планами южан по перестройке деревянного винтового фрегата «Мерримак» в броненосец «Вирджиния», адмиралы американского флота добились выделения Конгрессом средств на постройку собственных броненосных кораблей, способных справиться с броненосцами конфедератов. Бюро Броненосного Кораблестроения, под началом военно-морского секретаря Гидеона Уэльса рассмотрело общим счетом 17 различных проектов, выбрав из них три: низкобортный башенный «Монитор» Эрикссона, оригинальной конструкции броненосный корвет «Галена» Корнелиуса Бушнеля и большой броненосный фрегат, предложенный фирмой «Меррик&сыновья» из Филадельфии. Последний, в конечном итоге, и стал «Нью Айронсайдсом».
Из всех трех первых броненосцев американского флота, будущий «Нью Айронсайдс» выглядел наиболее консервативно; близкий к европейским броненосным фрегатам, он представлял собой наименьший технический риск в реализации. Флот уделял ему значительное внимание, однако, из-за больших размеров корабля его постройка продвигалась медленнее, чем планировалось, и он не был готов к весне 1862, чтобы сразиться с конфедеративной «Вирджинией». Фирма «Меррик&сыновья», разработавшая проект, не располагала стапелями нужных размеров, и была вынуждена заключить дополнительный контракт на постройку броненосца с фирмой «Уильям Крамп и сыновья». Также задержали постройку пересмотры проекта в свете результатов Битвы на Хэмптонском рейде. В результате, «Нью Айронсайдс» вступил в строй только в августе 1862 года.

## Конструкция
Самый «обычный» из первых броненосцев США, «Нью Айронсайдс» был большим деревянным фрегатом, обшитым железной броней. Он строился под явным влиянием французского «Глуара», и в определенной степени походил на таковой внешне. Водоизмещение корабля составляло в полном грузу 4120 тонн; длина его была 70,1 метр (76 метров с учетом тарана), ширина 17,5 метров и осадка 4,8 метра. Последняя считалась главным недостатком броненосца — основным театром действий должны были стать мелководья у побережья Юга.

### Вооружение
Согласно первоначальному проекту, «Нью Арйонсайдс» должен был нести шестнадцать гладкоствольных дульнозарядных 229-мм орудий Дальгрена в бронированной орудийной батарее. Однако, результаты боя на Хэмптонском Рейде убедили адмиралов в том, что 229-мм орудия не способны эффективно поражать броненосные корабли; вооружение броненосца было, соответственно, усилено.
«Нью Айронсайдс» вступил в строй, будучи вооруженным четырнадцатью 279-миллиметровыми гладкоствольными орудиями Дальгрена. Эти значительно более мощные пушки стреляли 75-кг ядром или 67-кг бомбой на дистанцию до 2200 метров (формальная дальнобойность была больше, но малые размеры орудийных портов ограничили предельный угол возвышения). Из-за круглого ядра и невысокой начальной скорости, их способность пробивать броню все ещё расценивалась как недостаточная, но предполагалось, что количество орудий в батарее компенсирует нехватку пробивной силы количеством ударов, которые деформируют броневые плиты и сорвут с оснований.
При установке вооружения, выявилась неожиданная проблема; существующие деревянные станки для 279-мм орудий Дальгрена занимали слишком много места и не помещались в тесной батарее «Нью Айронсайдса». Чтобы решить проблему, пришлось делать новые железные станки, и компенсировать откат орудия механическими приспособлениями.
В качестве дополнительного вооружения, броненосец получил две нарезные дульнозарядные 150-фунтовые (калибром 203-мм) пушки конструкции Пэррота; отлитые из чугуна и скрепленные обручами из кованого железа, эти орудия стреляли 75-кг ядрами или цилиндрическими бронебойными «болтами». Моряки относились к этим орудиям с опасением, из-за их недостаточной прочности и склонности к разрывам, но, тем не менее, нарезные пушки стреляли существенно дальше и точнее гладкоствольных.
Погонное вооружение корабля было представлено двумя 50-фунтовыми нарезными орудиями Пэррота на верхней палубе, стоявшими открыто, без броневой защиты. Эти пушки предназначались для ведения огня прямо по курсу (что не могли сделать батарейные орудия). Позднее, их заменили двумя более мощными 60-фунтовыми орудиями.

### Броневая защита
Бронирование «Нью Айронсайдса» было весьма передовым для того времени. Броненосец имел полный броневой пояс по ватерлинии, тянувшийся от штевня до штевня на всю длину корабля. Высота пояса составляла 2 метра, из которых 0,9 находилось выше ватерлинии, и 1,1 метра — ниже. Пояс был набран из кованых железных плит, толщиной в 114 миллиметров; ниже ватерлинии, пояс утоньшался до 76 миллиметров. Бронирование крепилось к деревянной обшивке на больших шурупах, и между плитами были вставлены брусья из мягкого железа, для лучшей амортизации ударов ядер.
Выше броневого пояса, орудийная батарея корабля была забронирована до верхней палубы 114-мм броневыми плитами. За пределами батареи, оконечности корпуса не были бронированы для экономии веса; с торцов, батарея защищалась броневыми траверзами, толщиной в 64 миллиметра каждый. Орудийные порты батареи закрывались двустворчатыми подвесными ставнями, толщиной 102 миллиметра.
Рулевая рубка «Нью Айронсайдса» находилась в его кормовой части, за единственной трубой, что ограничивало обзор прямо вперед. Она имела форму небольшой цилиндрической башенки и защищалась 76 миллиметровыми плитами. Броня корабля опиралась на подкладку из белого дуба, толщиной 305 миллиметров. Палуба была изготовлена из сосны, и сверху накрыта коваными железными плитами толщиной 25 миллиметров.
В целом, схема защиты «Нью Айронсайдса» была очень совершенна для своего времени, превосходя европейские аналоги. В отличие от английского «Уорриора», американский броненосец имел полный броневой пояс по ватерлинии, и его оконечности на уровне воды были хорошо защищены. В отличие от французского «Глуара», весь борт которого был защищен броневыми плитами, оконечности американского броненосца выше пояса не были бронированы, и батарею от продольных попаданий защищали существенно более легкие траверзы. Кроме того, «Нью Айронсайдс» имел броневую палубу, способную защитить его от навесных попаданий, в то время как оба его европейских оппонента могли быть пробиты буквально насквозь упавшим сверху снарядом.

### Силовая установка
Силовая установка «Нью Айронсайдса» состояла из двух двухцилиндровых паровых машин прямого действия, работавших на единственный винт. Четыре горизонтальных паровых котла обеспечивали мощность до 1800 л.с. Для четырёхтысячетонного корабля, глубоко сидящего в воде и с довольно полными обводами, мощность оказалась недостаточна; на мерной миле, «Нью Айронсайдс» не превысил 6 узлов.
Для экономии запаса угля на океанских переходах, «Нью Айронсайдс» нес три легкие мачты с парусным оснащением барка. При движении под парусами, винт мог быть снят с вала и убран в специальную нишу, чтобы уменьшить сопротивление. Парусное оснащение рассматривалось только как вспомогательное, используемое чтобы добраться до места назначения; после завершения перехода, оно демонтировалось.

## Служба

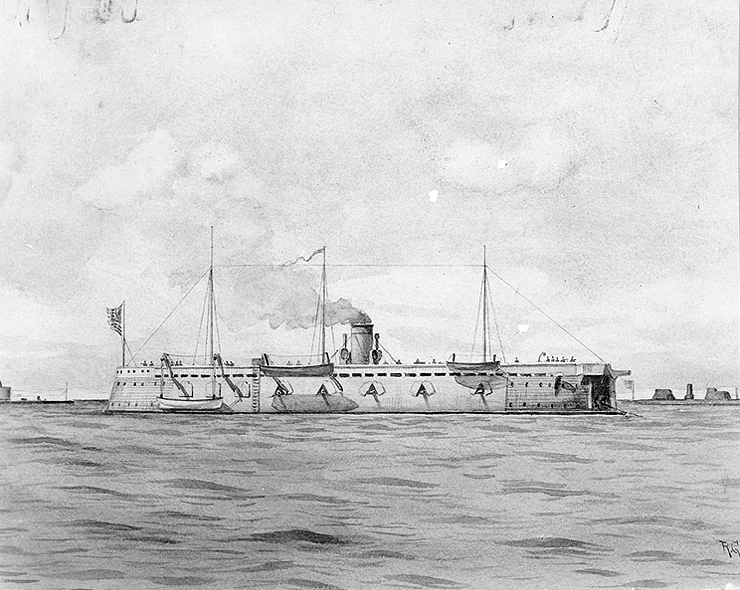
«Нью Айронсайдс» в блокаде у Чарльстона.

«Нью Айронсайдс» вступил в состав флота США 21 августа 1862 года. Общая стоимость корабля по контракту составила 780000 долларов. За каждый день задержки сдачи корабля от оговоренной даты — 15 июля — фирма должна была выплатить штраф в 500 долларов; однако, американский флот, весьма довольный новым кораблем, не стал взыскивать компенсацию, и даже выплатил фирме дополнительные 34122 доллара за внесенные в проект улучшения.
Сразу же после вступления в строй, «Нью Айронсайдс» был направлен в Чесапикский Залив; северяне опасались рейдов со стороны конфедеративной эскадры, стоявшей выше по течению реки Джеймс. Но уже 31 августа, броненосец отозвали в Филадельфию для исправления выявившихся недостатков, и до января 1863 броненосец стоял на верфи.

### Действия под Чарльстоном
15 января 1863, «Нью Айронсайдс» присоединился к Южному Блокадному Эскадрону контр-адмирала Дюпона, осуществлявшего блокаду конфедеративных портов Чарльстон и Саванна. Сразу же по прибытии, рангоут броненосца был демонтирован и заменен легкими шестами для сигнальных флагов. Адмирал Дюпон также попытался внести несколько изменений в конструкцию корабля; уменьшить высоту трубы (из-за усилившегося задымления, трубу пришлось вскоре удлинять обратно) и переместить рулевую рубку на более удобную позицию, что сделать не удалось из-за отсутствия необходимого оборудования.
31 января, два броненосных тарана южан — CSS «Чикора» и CSS «Пальметто Стейт» — под прикрытием тумана, предприняли удачную вылазку против федеральных кораблей в блокаде, нанеся северянам некоторый урон. Во избежание подобных инцидентов, «Нью Айронсайдс» был назначен патрулировать вход в гавань Чарльстона.
7 апреля, флот северян предпринял неудачную попытку подавить укрепления Чарльстона бомбардировкой с моря, для чего был снаряжен отряд из девяти броненосцев. «Нью Айронсайдс» исполнял роль флагмана Дюпона в этом сражении; однако, из-за большой осадки, броненосец с трудом маневрировал на узком, сильно загражденном фарватере порта, и его участие в бою было очень ограничено. В ходе сражения, броненосец дал всего один полный бортовой залп, но был поражен более 50 раз (без каких-либо повреждений); из-за проблем с рулем, «Нью Айронсайдс» столкнулся с мониторами «Кэтскилл» и «Нэхент», опять-таки без вреда для какой-либо из сторон. В конце сражения, броненосец случайно встал как раз над заложенной конфедератами донной миной, содержащей почти тонну пороха; от уничтожения корабль спасло лишь то, что электрический кабель, искра которого должна была подорвать мину, оказался поврежден.

### Действия против фортов Чарльстона
Отказавшись от идеи подавить укрепления Чарльстона одним ударом, северяне перешли к серии дневных и ночных бомбардировок внешних фортов. «Нью Айронсайдс» принимал активное участие в бомбардировках форта Вагнер и форта Моултри; встав на якорь в 1100 метрах от последнего, он своим интенсивным огнём рассеял канониров и заставил форт замолчать.

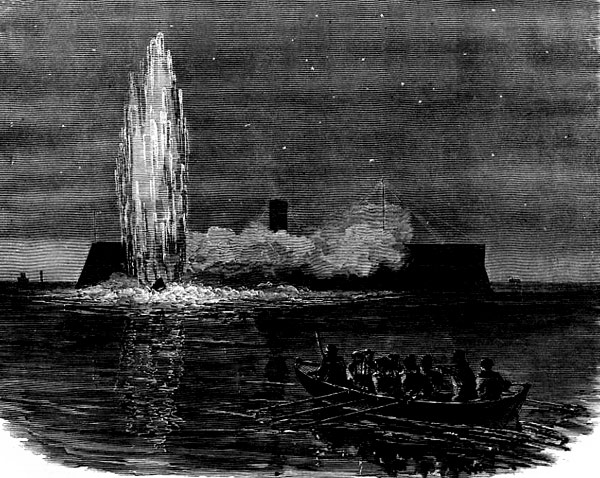
Атака на «Нью Айронсайдс» миноносца CSS «Давид»

Во время этой кампании, «Нью Айронсайдс» был атакован полуподводным миноносцем конфедератов, CSS «Давид». Приблизившись незаметно под покровом ночной темноты, миноносец ударил в борт «Нью Айронсайдса» миной на длинном шесте, и подорвал её; однако, в темноте конфедераты неправильно расположили мину, и удар пришелся в броневой пояс федерального корабля, нанеся лишь незначительные повреждения. Один матрос на «Нью Айронсайдсе» был убит ружейным обстрелом конфедератов.
За время кампаний против Чарльстона, «Нью Айронсайдс» выстрелил 4439 снарядов. Сам он был поражен тяжелыми снарядами по меньшей мере 150 раз, но ни один попавший в него снаряд не нанес никаких повреждений. 24 июня 1864, корабль был разукомплектован в Филадельфии для планового ремонта и модернизации.

### Действия против Уилмингтона
В августе 1864, «Нью Айронсайдс» был вновь укомплектован для службы, на этот раз в Северном Блокадном Эскадроне. Под командованием коммодора Уильяма Рэдфорда, броненосец участвовал в масштабной амфибийной операции против форта Фишер — укрепления конфедератов, прикрывавшего Уилмингтон, последний порт, через который южане ещё могли завозить крайне важное для них военное снаряжение из Европы. Форт подвергся интенсивной бомбардировке, однако по ряду причин намеченную десантную операцию пришлось отложить до 13 января 1865 года. После того, как 15 января форт Фишер пал под ударом высаженного десанта, «Нью Айронсайдс» был отозван на Хэмптонский Рейд, где поддерживал действия северян на реке Джеймс.

## Судьба корабля
Выведенный в резерв 6 апреля 1865 года, «Нью Айронсайдс» сгорел от случайно вспыхнувшего пожара в ночь с 15 на 16 декабря 1866.